# Тохокуський університет
Тохокуський університет (яп. 東北大学, とうほくだいがく; англ. Tohoku University) — державний університет у Японії. Розташований за адресою: префектура Міяґі, місто Сендай, район Аоба, квартал Катахіра 2-1-1. Скорочена назва — Тохо́ку-да́й (яп. 東北大, とうほくだい). Відкритий у 1907 році як третій Імператорський університет. Належить до семи сучасних Імператорських університетів.

## Історія
Заснований у 1907 році як Тохокуський імперський університет на базі Сендайського природничого університету та Саппороської сільськогосподарської школи. Найбільший вищий навчальний заклад регіону Тохоку. 1949 року увібрав у себе 5 спеціалізованих шкіл і був реорганізований у Тохокуський університет.

## Факультети
- Історико-філологічний факультет (яп. 文学部)
- Педагогічний факультет (яп. 教育学部)
- Юридичний факультет (яп. 法学部)
- Економічний факультет (яп. 経済学部)
- Природничий факультет (яп. 理学部)
- Медичний факультет (яп. 医学部)
- Стоматологічний факультет (яп. 歯学部)
- Фармацевтичний факультет (яп. 薬学部)
- Інженерно-технічний факультет (яп. 工学部)
- Агрономічний факультет (яп. 農学部)

## Аспірантура
- Історико-філологічна аспірантура (яп. 文学研究科)
- Педагогічна аспірантура (яп. 教育学研究科)
- Юридична аспірантура (яп. 法学研究科)
- Економічна аспірантура (яп. 経済学研究科)
- Аспірантура природничих наук (яп. 理学研究科)
- Аспірантура медичних наук (яп. 医学系研究科)
- Стоматологічна аспірантура (яп. 歯学研究科)
- Аспірантура фармацевтики (яп. 薬学研究科)
- Інженерно-технічна аспірантура (яп. 工学研究科)
- Агрономічна аспірантура (яп. 農学研究科)
- Аспірантура міжнародної культорології (яп. 国際文化研究科)
- Аспірантура інформатики (яп. 情報科学研究科)
- Аспірантура біологічних наук (яп. 生命科学研究科)
- Аспірантура екології (яп. 環境科学研究科)
- Центр дослідження педагогіки та інформатики (яп. 教育情報学研究部・教育部)